# Молитва в христианстве

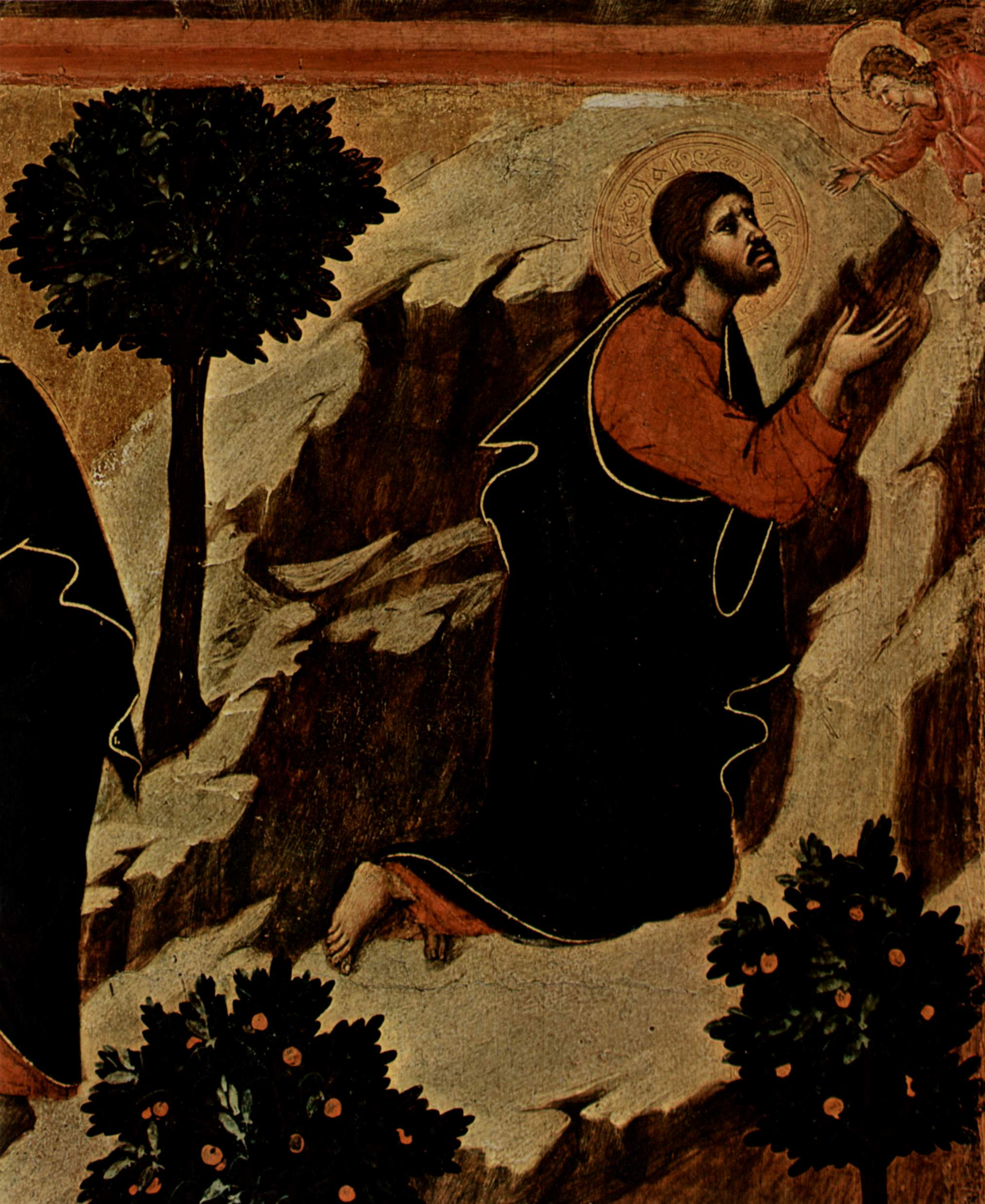
«Моление о чаше».
Дуччо, 1308—1311.

Моли́тва в христиа́нстве — способ общения с Богом. Молитва может быть общей (произносимой вслух ради объединения церкви) или частной (безмолвной, умной). По содержанию молитва бывает благодарственной (славословной), просительной (покаянной), ходатайственной. По форме молитвы разделяются на ектении, псалмы, песнопения.
Католики и православные молятся не только Богу, но и Богородице, ангелам, святым, у которых просят заступничества и ходатайства перед Иисусом Христом.
Частную мольбу христианин произносит на родном ему языке наедине, общая (общинная) молитва произносится на литургическом языке общины (латыни, греческом, церковнославянском, см. догмат триязычия). Общая молитва совершается соборно всей церковной общиной на воскресной или праздничной литургии.
Католики и православные сопровождают молитвы крестным знамением (см. Животворящий Крест), а в храме (или дома) обычно молятся перед иконами, полагают поклоны (земные, поясные) перед ними и целуют их. В почитании икон также выражается участие тела в молитве.
Христианин молится не только за себя или за ближних (родственников и друзей), но и за врагов. Христианин молится не только за тех ближних, которые живы, но и за тех, кто уже отошёл в мир иной.
Молитвы, которые христианин зачитывает регулярно есть молитвенное правило, которое зависит от индивидуальных особенностей конкретного человека. Ради усвоения общецерковной молитвы, её совершают вслух в храме и дома, для чего используют богослужебные книги.

## Православие
В Катехизисе Русской православной церкви о молитве сказано следующее:
Молитва есть обращение человека к Живому Богу, Который слышит человека и отвечает на его молитвенное воззвание. Молитва есть проявление веры в Бога, надежды на Него и любви к Нему. Для христиан образцом молитвенного общения с Богом является Господь Иисус Христос. Молитва — неотъемлемая часть жизни христианина. Молитвенные обращения к Богу могут иметь разное содержание. Господь Иисус Христос заповедал Своим ученикам совершать молитву, которая стала главным христианским молитвословием. Церковные молитвы могут быть обращены как к одному из Лиц Святой Троицы, так и к Триединому Богу. Молитва совершается человеческим усилием, но достигает полноты действием Духа Божия. Не всякое молитвенное обращение к Богу является истинной молитвой. Истинная молитва выражает покаянные чувства человека, а также надежду на милосердие Божие. В молитве должны соединяться ум и сердце человека. В молитве христианин предстоит невидимому Богу. Человек может молиться, как используя церковные молитвословия, так и своими словами. Бог слышит молитву, совершаемую на любом языке. В молитве участвует не только душа, но и тело человека. Молитву можно совершать в любых внешних обстоятельствах. Христианин совершает молитву в течение дня, а также в связи с различными обстоятельствами. Для совершения ежедневных молитв Церковь предлагает христианину различные собрания молитвенных текстов. Личное молитвенное правило должно быть сообразовано с душевными и телесными силами человека, а также его жизненными обстоятельствами. Личное молитвенное правило следует дополнять чтениями из Священного Писания. В любых внешних обстоятельствах христианин может обращаться к Богу с краткими молитвенными воззваниями, в том числе используя Иисусову молитву. Помимо личного молитвенного обращения к Богу, христианин как член Церкви призван участвовать в церковной молитве. Совершая молитву Богу, христиане также обращаются к ангелам Божиим и к прославленным Церковью святым, среди которых первенствующее место занимает Пресвятая Дева Мария, Матерь Господа и Спасителя Иисуса Христа. Пресвятая Богородица и Приснодева Мария молитвенно именуется Заступницей человеческого рода. Духовная жизнь христианина движима его молитвенным усердием.

## Католицизм
В Катехизисе Католической церкви о молитве сказано следующее:
Молитва есть вознесение души к Богу или прошение у Бога подобающих благ. Молитва, главным образом, обращена к Отцу, но она обращается и к Иисусу, в особенности, когда призывают Его пресвятое имя. Церковь приглашает нас призывать Святого Духа как внутреннего Наставника христианской молитвы. В силу исключительного содействия Девы Марии действию Святого Духа, Церковь любит молиться в общении с Ней, чтобы вместе с Ней возвеличить те дивные дела, которые Господь осуществил в Ней, и чтобы вверить Ей моления и хвалы. Молитва предполагает усилие и борьбу против нас самих и против козней искусителя. В молитвенной борьбе мы сталкиваемся с ошибочными концепциями, с различными образами мышления и с опытом наших собственных неудач. На эти искушения, которые порождают сомнения относительно полезности и даже самой возможности молитвы, следует отвечать смирением, доверием и стойкостью. Основные трудности в молитвенной практике — рассеянность и сухость. Целительное средство мы находим в вере, в обращении и в бодрствовании сердца. Два частых искушения представляют угрозу для молитвы — недостаток веры и уныние, которое является формой депрессии, вызванной ослаблением аскезы и ведущей к упадку духа. Сыновнее доверие подвергается испытанию, когда у нас возникает ощущение, что наша молитва не всегда бывает услышана. Евангелие приглашает нас задаться вопросом о сообразованности нашей молитвы с волей Духа. Молиться можно всегда. Это даже жизненная необходимость. Молитва и христианская жизнь неотделимы друг от друга. В ответ на просьбу Своих учеников Иисус доверяет им основную христианскую молитву «Отче наш». Молитва Господня есть воистину краткое содержание всего Евангелия и самая совершенная из молитв. Она находится в центре Писаний. Она именуется «Молитвой Господней», потому что она получена нами от Господа Иисуса, Учителя и Образца нашей молитвы. Молитва Господня есть в полном смысле молитва Церкви. Она — неотъемлемая составляющая главных моментов богослужения и таинств введения в христианство: крещения, миропомазания и Евхаристии. Будучи составной частью Евхаристии, молитва «Отче наш» выражает «эсхатологический» характер содержащихся в ней прошений, в ожидании Господа.

## Протестантизм
Богослужение (см. Немецкая месса) обычно состоит из пения церковных гимнов, совместной молитвы, чтения Священного Писания и проповеди. Молитвы за усопших отсутствуют. Упразднён культ святых и Богородицы как посредников между Богом и людьми. В Кратком катехизисе Мартина Лютера о молитве сказано следующее:
Глава семейства должен учить своих домашних молиться по утрам и вечерам. Поднявшись утром, перекрестись и скажи: “Во имя Отца и Сына и Святого Духа. Аминь”. Затем, преклонив колени, или стоя, произнеси Символ веры и Молитву Господню. Если хочешь, можешь произнести также следующую молитву:
“Благодарю Тебя, Отец мой Небесный через Иисуса Христа, возлюбленного Твоего Сына, за то, что Ты сохранил меня этой ночью от всякого вреда и опасности.

И молю Тебя, храни меня также в течение этого дня от греха и всякого зла, чтобы все мои поступки и моя жизнь были благоугодны Тебе, ибо в Твои руки я передаю себя, моё тело и душу, и всё, что имею.

Да будет Твой Святой Ангел со мною, чтобы злой враг не одолел меня. Аминь”.
Затем радостно и бодро принимайся за своё дело с гимном на устах. Ложась спать вечером, перекрестись и скажи: “Во имя Отца и Сына и Святого Духа. Аминь”. Затем, преклонив колени, или стоя, произнеси Символ веры и Молитву Господню. Если хочешь, можешь произнести также следующую молитву:
“Благодарю Тебя, Отец мой Небесный через Иисуса Христа, возлюбленного Твоего Сына, за то, что Ты милостиво хранил меня сегодня весь день.

И молю Тебя, прости мне все мои грехи и ошибки и охрани меня этой ночью, ибо в Твои руки я передаю себя, моё тело и душу и всё, что имею.

Да будет Твой Святой Ангел со мною, чтобы злой враг не одолел меня. Аминь”.
Затем с радостью поспеши на покой. Глава семейства должен преподавать своим домашним застольные молитвы. Дети и другие домочадцы должны почтительно собраться за столом, сложить руки и произнести:
“Очи всех уповают на Тебя, и Ты даёшь им пищу их в своё время; открываешь руку Твою и насыщаешь всё живущее по благоволению”
(примечание: “насыщаешь все живущее” означает, что все животные [живые твари] получают столько пищи, что они радостны и веселы, ибо забота и скупость препятствуют этому удовлетворению). Затем следует прочесть Отче наш и следующую молитву:
“Господи Боже, Отец Небесный, благослови нас и эти дары Твои, которые мы принимаем от щедрот Твоих через Иисуса Христа, Господа нашего. Аминь”.
После еды они должны произнести подобным же образом, с почтением и сложив руки:
“Благодарение Богу, ибо Он благ, ибо вовек милость Его.

Даёт пищу всякой плоти.

Даёт скоту пищу его и птенцам ворона, взывающим к Нему; не на силу коня смотрит Он, не к быстроте ног человеческих благоволит, благоволит Господь к боящимся Его, к уповающим на милость Его”.
Затем следует прочесть Отче наш и следующую молитву:
“Благодарим Тебя, Господи Боже, Отец Небесный через Иисуса Христа, Господа нашего, за всю благость Твою, ибо Ты живёшь и царствуешь во веки. Аминь”.

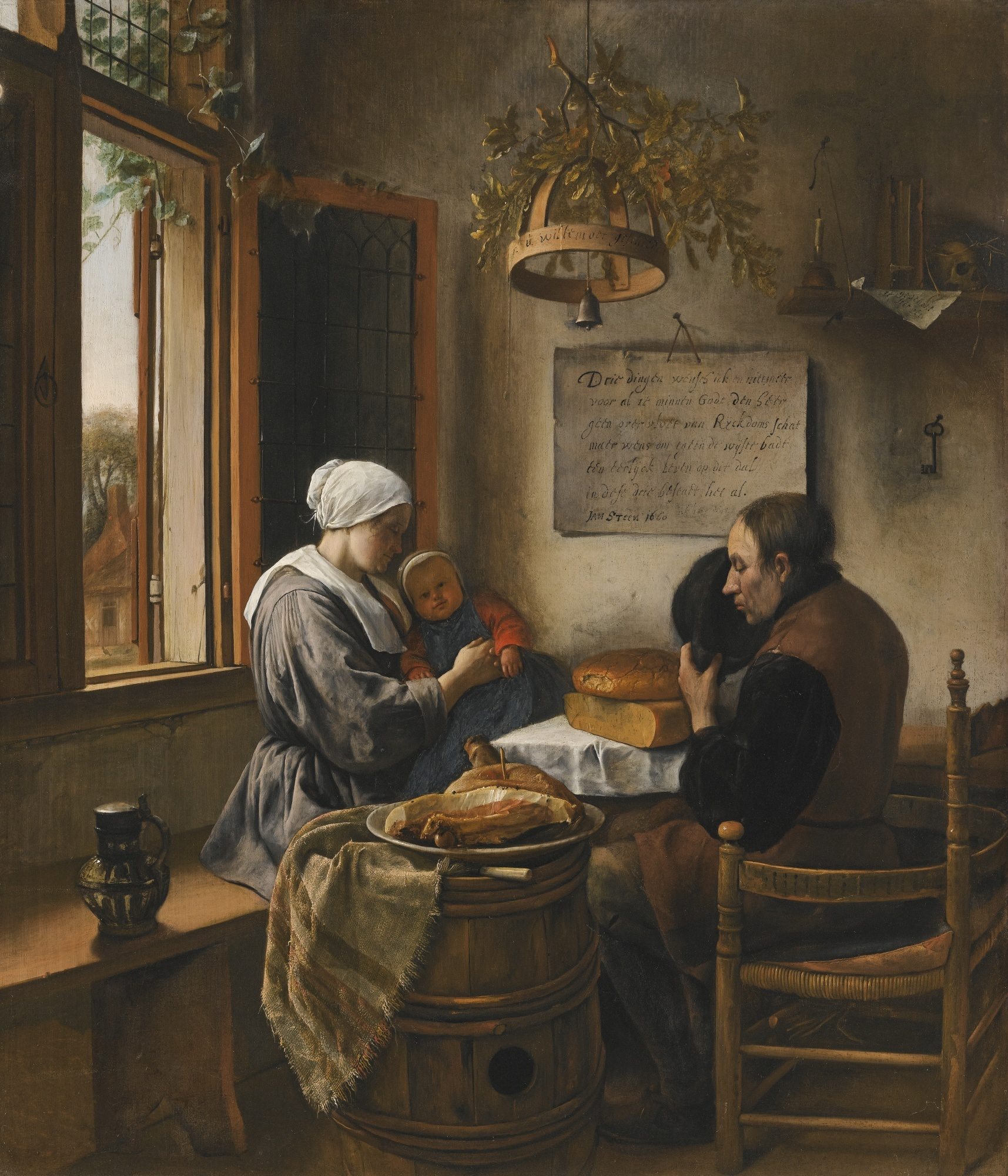
«Молитва перед едой».
Ян Стен (Jan Havicksz Steen), 1660, Лейденская коллекция

## Раннее христианство
В раннем христианстве использовали молитву «Отче наш» при Крещении новообращённых в христианство греков, после которого следовали особые молитвы Евхаристии (по другому мнению — застольные благословения братской трапезы), которые описаны в «Дидахе». Иудеохристианские евхаристические молитвы «Дидахе» основаны на благодарениях за иудейской вечерней трапезой накануне суббот и праздников (по другому мнению, в раннем христианстве ещё не было устойчивых типов евхаристических молитв). Евхаристический чин «Дидахе» состоит из:
- молитвы перед насыщением (благодарения над вином, благодарения над хлебом с прошением о единстве Церкви);
- молитвы после насыщения (трёх благодарений с прошением о единстве Церкви);
- благодарения над миро (в коптской версии «Дидахе»).

Такая последовательность благодарений, когда сначала молятся над вином, а затем — над хлебом, отличается от последовательности благословений в повествованиях о Тайной вечере и в литургических традициях последующих эпох.
А что касается до Евхаристии, то благодарите следующим образом, сперва относительно чаши:
„Благодарим Тебя, Отец наш, за святой виноград Давида, Отрока Твоего, который (виноград) Ты явил нам через Иисуса, Отрока Твоего, Тебе слава во веки!“
А относительно преломляемого хлеба:
„Благодарим Тебя, Отец наш, за жизнь и ве́дение, которые Ты явил нам через Иисуса, Отрока Твоего, Тебе слава во веки!

Как сей преломляемый хлеб был рассеян (в зёрнах) на холмах и соединён воедино, так да будет соединена Твоя Церковь от концов земли в Твоё царство, потому что Твоя есть слава и сила через Иисуса Христа во веки!“
Но никто да не вкушает, ни пиет от вашей Евхаристии кроме крещённых во имя Господне, ибо касательно сего сказал Господь: не давайте святыни псам. После же насыщения благодарите так:
„Благодарим Тебя, Отец Святый, за Твоё святое имя, которое Ты вселил в сердцах наших, и за ве́дение, и веру и бессмертие, которые Ты явил нам через Иисуса, Отрока Твоего, Тебе слава во веки!

Ты, Владыко Вседержитель, сотворил всё ради имени Твоего, пищу же и питие Ты дал людям в наслаждение, дабы они возблагодарили Тебя, а нам милостиво даруй духовную пищу и питие и жизнь вечную через Отрока Твоего! Прежде всего, благодарим Тебя, потому что Ты — Всемогущ, Тебе слава во веки!

Помяни, Господи, Церковь Твою, избавь её от всякого зла и усоверши её в любви Твоей и собери её, освящённую, от четырёх ветров в царство Твоё, которое Ты уготовал ей, потому что Твоя есть сила и слава во веки! Да приидет благодать и прейдёт сей мир! Осанна Сыну Давидову! Если кто свят, да приступит сюда, а если нет, пусть покается, маран афа! Аминь“.
Пророкам же дозвольте благодарить, сколько они желают.— Дидахе, главы IX—X